# 중도좌파 (폴란드)

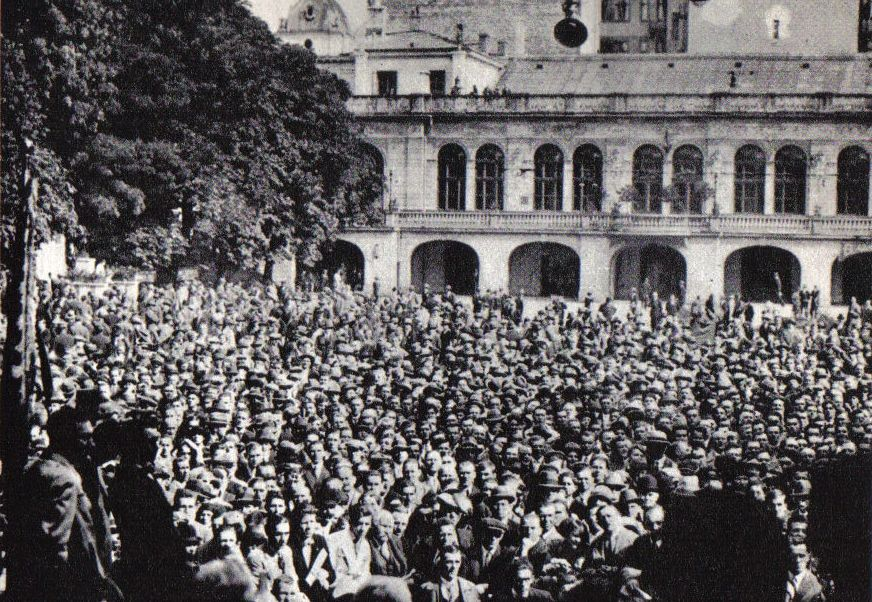
바르샤바에서 행진하는 센트로레프

중도좌파(폴란드어: Centrolew 센트로레프[*])는 폴란드의 1928년 총선 이후의 선거 연합이며 6개의 중도주의, 중도좌파 정당 (인민당 비즈볼레니아, 인민당 피아스트, 국민노동당, 사회당, 농민당, 기민당)이 결성하였다. 이들은 유제프 피우수트스키 체제와 사나치아를 부정하였다. 1930년 총선에 센트로레프 소속 정치인들이 각종 억압적인 정책을 실시하여 국민의 지지를 잃었고, 결국 참패하여 센트로레프는 해체된다.